# Генетическая карта
Генети́ческая ка́рта — схема взаимного расположения структурных генов, регуляторных элементов и генетических маркеров, а также относительных расстояний между ними на хромосоме (группе сцепления). Метод построения генетических карт называется генетическим картированием.

## История генетического картирования
Первоначально взаимное расположение генов на хромосомах определяли по частоте кроссинговера (перекрёста) между ними. Впервые на возможность подобного построения генетических карт хромосом экспериментально показали в 1913—1915 годах Т. Морган, А. Стёртевант и другие сотрудники Моргана, основываясь на явлениях сцепления генов и кроссинговера. С тех пор генетическое расстояние принято измерять в сантиморганах (или сантиморганидах, сокращённо — cM), при этом 1 cM соответствует частоте кроссинговера в 1 %.
Первым организмом, для которого была получена генетическая карта, стала чернобрюхая дрозофила (Drosophila melanogaster). В дальнейшем генетическое картирование стали осуществлять для других видов. Так, первой птицей и первым домашним животным, для которых была построена генетическая карта, стала курица. Приоритет в построении первой генетической карты курицы и её опубликовании в 1930 году принадлежит советским русским учёным А. С. Серебровскому и С. Г. Петрову.

## Другие виды картирования
Помимо генетических, существуют и другие карты хромосом:
- Цитогенетическая карта[10][11] — пространственное представление порядка взаимного расположения структурных элементов хромосом (например, их дифференциально окрашенных участков на идиограммах) или локусов гибридизации меченых ДНК-зондов (см. Флуоресцентная гибридизация in situ).
- Физическая карта[англ.][12] — представление порядка следования физических маркеров (фрагментов молекулы ДНК), расстояние между которыми определяется в парах нуклеотидов (п. н.)[3][13][14].
- Рестрикционная карта[англ.][15] — вид физической карты, на которой указан порядок следования и расстояния между сайтами расщепления ДНК-рестриктазами (обычно участок узнавания рестриктазы размером 4—6 п. н.). Маркерами этой карты являются рестрикционные фрагменты (сайты рестрикции).

Конечной целью изучения генома данного организма является интеграция его генетических, цитогенетических и физических карт, а также их привязка к полной геномной последовательности.
Также картирование генома возможно с помощью биоинформатических методов. Для этого сначала проводят секвенирование генома, полученные риды выравнивают, получают контиги и скаффолды, которые затем картируют на геном специальными программами картировщиками.

## Генетическое и физическое картирование
Возможность картирования основана на теоретическом постоянстве процента кроссинговера между определёнными генами. Однако при таком методе генетического картирования физическое расстояние между генами нередко отличается от их генетического расстояния, так как кроссинговер происходит не с одинаковой вероятностью в разных участках хромосом. При использовании современных методов генетического картирования расстояние между генами измеряется в тысячах пар нуклеотидов (т. п. н.) и соответствует физическому.
При создании генетической карты устанавливают последовательности расположения генетических маркеров (в этом качестве использовали различные полиморфные локусы ДНК, то есть наследуемые вариации в структуре ДНК) по длине всех хромосом с определённой плотностью, то есть на достаточно близком расстоянии друг от друга. Относительно этих маркеров можно картировать и собственно гены, определяя их положение на карте той или иной хромосомы.

## Картирование генома человека
С 1990 по 2003 год, благодаря программе «Геном человека», была получена целостная картина человеческого генома, основанная на его генетических и физических картах. Но генетический материал, использованный в проекте генома человека был получен от нескольких добровольцев. Поэтому собранный геном был чем-то усреднёнными между геномами всех добровольцев. Однако уже в 2022 году получилось собрать полноценный геном высокого качества одного человека. Генетическая карта маркерных последовательностей призвана облегчить картирование всех генов человека, особенно генов наследственных болезней, что является одной из основных целей указанной программы. В ходе её реализации за относительно короткое время было генетически картировано несколько тысяч генов.
Генетические карты человека используются ныне в медицине при диагностике ряда тяжёлых наследственных заболеваний человека.

## Картирование геномов других организмов
Генетические карты хромосом составлены для многих видов организмов: насекомых (дрозофилы, комары, тараканы и др.), грибов (дрожжи, аспергилл), для бактерий и вирусов и т. д.
В исследованиях эволюционного процесса сравнивают генетические карты разных видов живых организмов.